# Softbol

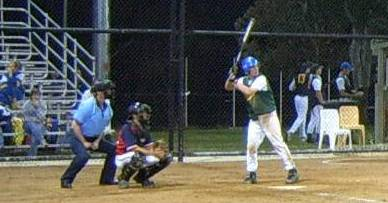
Jogo de softebol

O softebol (do inglês softball) é um desporto de taco e bola que foi inventado por George Hancock em 1887 nos Estados Unidos, que arranjou uma forma de se praticar o baseball em recintos desportivos cobertos. Foi incluído no programa dos Jogos Olímpicos a partir de Barcelona 1992.
O softebol é um desporto parecido com o beisebol, sendo as regras bastante semelhantes. As principais diferenças entre o softebol e o beisebol são as dimensões da bola (maiores no softbol), as dimensões do campo (menor do que o de beisebol), a duração do jogo (que é de sete entradas (innings) no softebol, em vez das nove do beisebol) e o lançamento que no softebol é completamente diferente. Outras regras menos expressivas como o roubo de bases e a mecânica das substituições de jogadores também diferencia estas modalidades. Nos Jogos Olímpicos o torneio de softebol é feminino. 
O objectivo do softebol, tal como o do beisebol, é marcar o maior número possível de pontos ("corridas") para vencer o jogo.

## História
Em 1887, no Dia de Ação de Graças, George W. Handcock, jornalista do Chicago Board of Trade, aguardava com alunos de Yale e de Harvard, no Farragut Boat Club de Chicago, o resultado do jogo de futebol americano entre as equipes  dessas universidades.
Após saberem o resultado e como o tempo estava mau, os adeptos das duas equipes mantiveram-se dentro do clube. Na brincadeira, um dos estudantes de Yale retirou da sua mochila uma luva de boxe, atando-a em forma de bola e enviou-a, ao longo da sala, para os amigos de Harvard, a qual foi imediatamente rebatida com um taco.
Motivado pela situação da bola ser mais leve, maior e não alcançar grande velocidade, Handcock imaginou um jogo, semelhante ao beisebol, mas realizado em recinto coberto, denominando-o indoor baseball.
Das regras definidas por Handcock, destaca-se, obviamente,as reduzidas dimensões do campo, a não obrigatoriedade do uso de luvas e máscara, e a importância da utilização de joelheiras pelos jogadores, em virtude do piso ser mais duro.
Mais tarde, este jogo começou a ser praticado no exterior, em pequenos campos, quando o clima permitia. Ficou conhecido por indoor-outdoor.
Para além do jogo criado por Handcock, surgiram novas adaptações ao Beisebol. Destaca-se em 1895, Lewis Rober, tenente da companhia nº11 de bombeiros do município de Minneapolis, que para manter ocupados os seus colegas, nos meses de Inverno, inventou um jogo denominado kitten ball, jogando num terreno ao lado do quartel dos bombeiros.
A proliferação do indoor-outdoor, do kitten ball e outras versões praticadas em diversas cidades dos Estados Unidos da América, foi grande, de forma que a variedade de regras impedia a realização de torneios nacionais.
Em 1926, Walter L. Hakanson do YMCA de Denver, propôs num encontro realizado em Chicago a denominação de softball para estes jogos. Este nome demorou alguns anos a ser reconhecido e utilizado a nível nacional, sendo, todavia, oficializado em 1932, no National Recreation Congress.
A cidade de Chicago continuou na vanguarda do Softebol, com a realização em 1933 de um encontro nacional, sob a coordenação de Leo Fischer, envolvendo mais de 50 equipes, masculinas e femininas, nas variantes de lançamento rápido e de lançamento lento. Deste torneio nasceu a Amateur Softball Association (ASA).
No mesmo ano surge a International Joint Rules Commitee on Softball (JRC), constituída, entre outros, por representantes do YMCA, da National Recreation Association e da American Physical Education Association.
Este Comité foi alargado em 1934 aos representantes de outras associações, nomeadamente a ASA.
Atualmente é a ASA responsável pela regulamentação do Softbol, com a extinção em 1980 do JRC.
A popularidade e desenvolvimento do Softbol foi significativa nas décadas de 1930 e 1940. Actualmente esta modalidade é praticada em inúmeros países, envolvendo no seu país de origem mais de 26 milhões de pessoas.
Na verdade, ao contrário do que se possa pensar, é o Softebol, comparativamente ao Beisebol, a modalidade mais praticada pelos americanos. A justificação para este facto reside, entre outros motivos, na maior facilidade de aprendizagem e execução do gesto de lançamento, no maior índice de êxito no batimento de uma bola maior que a de Beisebol e numa menor intensidade de esforço exigida durante o jogo.

## Softbol (e Beisebol) em Portugal
O Beisebol começou a ganhar expressão em Portugal a partir dos anos oitenta do século XX. A sua introdução deveu-se a influências estado-unidenses, à prática deste desporto por ex-emigrantes portugueses na Venezuela e, principalmente, a experiências escolares de diversificação dos padrões lúdico-desportivos. 
Remonta a 1919, em Lisboa, o primeiro jogo de exibição de Beisebol em Portugal. Foi organizado pelo capitão Armando de Masi, tendo como jogadores marinheiros de navios americanos atracados. O seguinte evento digno de registo data de 1922, a 4 de julho, cumprindo a comemoração do dia da Independência dos EUA. Foi disputado em Lisboa entre uma equipa nacional e outra americana, tendo o conjunto lusitano ganho o jogo.
Apenas na década de 80 o Beisebol e o Softbol renascem de forma mais sistematizada, consequência de um grupos de pessoas dispostas a contribuir para a sua divulgação e desenvolvimento estruturado. De uma prática informal, foram-se formando grupos em três distintos tipos de enquadramento: prática escolar, grupos de amigos com interesses comuns e prática social de comunidades de origem estrangeira, em particular a Norte Americana e Luso-Venezuelana.
No entanto é no âmbito do Desporto Escolar que se tem congregado um maior número de praticantes e equipas.

### Beisebol e Softbol em Portugal. A importância do Desporto Escolar
A origem e a evolução do Beisebol e do Softbol em Portugal está intrinsecamente ligada ao Ensino Público, em geral, e ao Desporto Escolar, em particular. Ao contrário do que
normalmente acontece com a generalidade das restantes modalidades do nosso
panorama desportivo, grande parte da força beisebolística, e que impulsionou a própria organização desportiva desta modalidade em Portugal, surgiu de iniciativas desportivas escolares, na segunda metade da década de 1980. 
No ano letivo de 1990/1991 o Beisebol e o Softbol aparecem pela primeira vez na estrutura de Desporto Escolar. Em novembro de 1991 os relatos dos projetos realizados com os primeiros grupos equipa do Seixal e de Coimbra foram apresentados em congresso nacional de educação física, realizado em Tróia.
Todo este movimento tivera início no concelho do Seixal, particularmente na Escola Secundária Alfredo dos Reis Silveira que, em 1989, viu surgir a primeira equipa de Beisebol e Softbol, batizada de ''Pioneiros do Seixal''. Primeiro como projeto de escola, mais tarde, como grupo desportivo escolar (GDE) e, por último, como clube desportivo, o seu papel dinamizador foi determinante para a promoção e implantação da modalidade, tendo organizado algumas iniciativas de grande visibilidade e repercussão pública, como foi o caso do “Auto de Beisebol nas Ruas de Lisboa” em 7 de janeiro de 1993.
Em 26 e 27 de junho desse ano, no Jamor, campo nº 2 do Estádio Nacional, tinham lugar as primeiras competições de Beisebol e de Softbol, de formato aberto e alargado a todas as equipas à data existentes. Testemunhado por representantes de variadas entidades diplomáticas, autárquicas, educativas e desportivas, este evento foi o verdadeiro catalisador do Beisebol em Portugal e nele as escolas marcaram a sua imprescindível presença.
Entretanto, gradualmente,por todo o país foram surgindo pólos escolares de desenvolvimento, onde o Softbol, pelas características dos espaços dos nossos estabelecimentos de ensino, se tornou a modalidade rainha. 
Tendo este movimento pioneiro criado a primeira comissão instaladora federativa em 1994, só em fevereiro de 1996 é constituída juridicamente a [[Federação Portuguesa de Basebol e Softbol (FPBS)}}, que continuou todo o esforço organizativo deste desporto em Portugal. Passados dois anos, uma equipa portuguesa participa pela primeira vez numa competição europeia. No âmbito do Desporto Escolar, de 1994 a 1997, por iniciativa da comissão instaladora da FPBS, realizaram-se três encontros competitivos de carácter anual que reuniram os GDEs existentes – Taças Nacionais de Escolas de Softbol – que constituíam verdadeiras festas desportivas para professores e alunos envolvidos. 
Seixal, Coimbra,Amares, Lisboa, Barreiro, Vila Nova de Sto. André, Almada, Quinta do Conde, foram vendo aparecer os seus GDEs da modalidade. Os jogos e competições foram assumindo as características e os formatos mais adequados às circunstâncias, independentemente dos escalões, sexos e localização geográfica das escolas.
Desse período importa salientar a participação do Beisebol / Softebol nas Finais Nacionais de Desporto Escolar, realizadas no Estádio Universitário de Lisboa, de 6 a 8 de
junho de 1997, que juntou três equipas.
A integração do Beisebol e o Softbol no Programa Nacional de Educação Física (PNEF) do Ministério da Educação, em 2001, veio enquadrar o ensino-aprendizagem e dar um importante contributo à generalização da prática destas modalidades a todos os nossos jovens.
A formação contínua de professores no domínio da didática específica da Educação Física, nestes desportos, tem permitido atualizar conhecimento e competências profissionais da maior utilidade na intervenção com os alunos e com alguma repercussão no crescimento dos GDEs.
O primeiro campo oficial de Beisebol em Portugal foi inaugurado em 22 de julho de 2006, em Abrantes.

## Publicações em Português
- SOFTBOL - O Manual para Treinar e Aprender. Por Fernando Lucas e Ana Gomes. Publicado em set. 2013.

http://www.fnac.pt/Softbol-LUCAS-FERNANDO-E-ANA-GOMES/a729326